# Buccoo Reef Trust
Der Buccoo Reef Trust ist eine gemeinnützige Naturschutzorganisation in Trinidad und Tobago, die sich für den Schutz des Buccoo-Korallenriffs vor der Küste von Bon Accord auf Tobago einsetzt und eine nachhaltige Entwicklung der Unterwasserwelt und der Küsten fördern will.

## Geschichte
Als Sekretär beim Tobago House of Assembly (THA) für Marine Affairs beauftragte Gerald McFarlane das Institute for Marine Affairs (IMA), die Riffe um Tobago zu untersuchen und einen Managementplan für das Buccoo Reef zu entwickeln. 1994 veranlasste er eine Reise in den US-amerikanischen Bundesstaat Maine, um dort die Aquakulturen und marinen Labors der dortigen Einrichtungen zu studieren. Zusammen mit Gerald und Rich Langton richtete er 1999 den Buccoo Reef Trust ein. Die ehemalige Kolonialmacht Trinidads, Großbritannien, unterstützt die Stiftung finanziell durch die Trinidad & Tobago High Commission in London.

## Projekte
Die Organisation misst kontinuierliche den Zustand der Korallenriffe rund um Tobago. Mit finanzieller Hilfe des tobagonischen Regionalparlaments wurde ein Film (Buccoo Reef:To Rescue and to Restore) erstellt, der Zustand und Perspektiven des Buccoo Reef erläutert. Die Organisation unterrichtet Umweltthemen mit praktischen Bezügen zur einheimischen Unterwasserwelt an trinidadischen Grundschulen.

## Rezeption
2004 erhielt die Organisation den „Environment Award“ der World Association of Non-Governmental Organisations für sein System systematischen Monitorings von Ökosystemen.